# Фелікс Мішель
Джордж Фелікс Мішель Мелкі (араб. جورج فليكس ملكي, швед. George Felix Michel, нар. 23 липня 1994, Седертельє) — шведський та ліванський футболіст, захисник клубу АІК та національної збірної Лівану.

## Клубна кар'єра
Народився 23 липня 1994 року в місті Седертельє в родині шведки та ассирійця. Батько грав за клуб «Сиріанска», коли команда знаходилася в нижчих дивізіонах шведського футболу і підтримувалась ассирійцями з усього світу. В цій же команді став навчатись і Фелікс. Дорослу футбольну кар'єру розпочав 2013 року в основній команді того ж клубу, в якій провів три сезони, взявши участь у 22 матчах чемпіонату, але основним гравцем не був.
У серпні 2016 року він перейшов до клубу другого турецького дивізіону «Ескішехірспор» і відіграв за команду з Ескішехіра наступні два сезони своєї ігрової кар'єри, але теж у команда на поле виходив вкрай рідко.
У березні 2018 року Мішель повернувся до Швеції і підписав контракт з клубом «АФК Ескільстуна», де знову возз'єднався зі своїм братом Александером. Станом на 18 січня 2019 року відіграв за команду із Ескільстуни 21 матч в національному чемпіонаті.

## Виступи за збірну
Завдяки походженню свого батька, 15 листопада 2018 року дебютував в офіційних матчах у складі національної збірної Лівану в товариській грі проти Узбекистану (0:0), а вже у грудні 2018 року він був викликаний на Кубок Азії 2019 року в ОАЕ і в рамках турніру 17 січня 2019 року в останньому матчі групового етапу проти Північної Кореї забив гол, принісши перемогу 4:1, втім він не допоміг команді вийти з групи.
| Дата       | Місто          | Господарі  | Результат | Гості             | Турнір                     | Голи | Примітки |
| ---------- | -------------- | ---------- | --------- | ----------------- | -------------------------- | ---- | -------- |
| 15-11-2018 | Гданськ        | Узбекистан | 0 – 0     | Ліван             | товариський матч           | -    |          |
| 09-01-2019 | Аль-Айн        | Катар      | 2 – 0     | Ліван             | Кубок Азії 2019 - 1-й етап | -    | 77'      |
| 12-01-2019 | Дубай (місто)  | Ліван      | 0 – 2     | Саудівська Аравія | Кубок Азії 2019 - 1-й етап | -    | 70'      |
| 17-01-2019 | Шарджа (місто) | Ліван      | 4 – 1     | Північна Корея    | Кубок Азії 2019 - 1-й етап | 1    |          |
| Усього     |                | Матчів     | 4         |                   | Голів                      | 1    |          |

## Титули і досягнення
- Чемпіон Лівану: 2022-23